# The Fiend (film)
Pour plus de détails, voir Fiche technique et Distribution.
The Fiend est un film d'épouvante britannique réalisé par Robert Hartford-Davis et sorti en 1972.

## Synopsis
Birdy Wemys, veuve, est devenue un membre dévoué d'une secte religieuse fondamentaliste de feu et de soufre appelée « the Brethren » (litt. « La Confrérie »), dirigée par un ministre du culte charismatique. Birdy a cédé sa grande maison à la Confrérie pour qu'elle serve d'église et de lieu de recrutement, et son fils Kenny est également tombé sous leur charme. Kenny est un individu perturbé, dominé par sa mère autoritaire, introverti et asocial. Il a pris à cœur les enseignements du pasteur et se sent répugné par ce qu'il considère comme le péché, la luxure et la tentation ouvertement affichés par les jeunes femmes qu'il croise dans ses activités quotidiennes.
Le film s'ouvre sur les images d'une jeune femme terrifiée en minijupe fuyant pour sauver sa vie au bord d'une rivière, entrecoupées de scènes d'un service de baptême de la Confrérie en pleine effervescence, avec de la musique gospel et une congrégation en pleine frénésie religieuse. La jeune fille est finalement rattrapée par son poursuivant invisible, étranglée, déshabillée et jetée dans la rivière en même temps qu'un garçon est symboliquement immergé pendant le service de baptême.
Kenny a deux emplois : il est maître-nageur à temps partiel dans une piscine publique et agent de sécurité de nuit. De retour de son service de nuit, il découvre les gros titres des journaux du matin : « Un troisième corps dénudé a été trouvé ! ». Il se rend ensuite à la piscine, où il considère qu'il est de son devoir de critiquer les baigneuses pour leur tenue vestimentaire trop légère. Pendant ce temps, Birdy est en mauvaise santé ; diabétique, elle dépend de l'insuline pour contrôler son état, mais doit s'approvisionner subrepticement car l'utilisation de médicaments est strictement interdite par la Confrérie. Une infirmière locale, Brigitte, est engagée pour s'occuper de Birdy, contre sa volonté, et s'inquiète de ce qu'elle voit la Confrérie. Elle fait part de ses inquiétudes à sa sœur Paddy, une journaliste militante désireuse d'écrire un article sur les sectes religieuses. Afin d'infiltrer la Confrérie, Paddy décide de se faire passer pour une future mère célibataire cherchant le pardon de Dieu et la rédemption de ses péchés.
Kenny est pris d'une frénésie meurtrière. Un jour, à la piscine, il est scandalisé par le fait qu'une jeune femme enlève son maillot de bain, puis il la suit chez elle pour la punir de son impiété. Au cours de sa tournée nocturne, il tombe sur une prostituée au service d'un client, qui est elle aussi brutalement abattue. Des corps de femmes nues sont retrouvés à Londres dans des circonstances étranges, tombant d'une bétonnière ou se balançant au bout d'un crochet.
Birdy s'intéresse tellement à Paddy que le ministre des cultes commence à soupçonner une attirance lesbienne refoulée. Accusant Birdy de « pensées nauséabondes », il lui ordonne de jeûner pour purifier son âme. Birdy tombe dans un coma diabétique et Paddy tente désespérément de lui faire une piqûre d'insuline, mais Kenny l'enferme accidentellement dans la cave. Kenny trouve une réserve d'insuline et se précipite vers sa mère, mais il est trop tard et elle meurt. Dans sa douleur, Kenny trouve enfin le courage de s'opposer au ministre. Après avoir avoué son identité d'assassin, il se venge en laissant le ministre crucifié dans sa propre église.

## Fiche technique
- Titre original anglais : The Fiend[1]
- Réalisateur : Robert Hartford-Davis
- Scénario : Brian Comport
- Photographie : Desmond Dickinson
- Montage : Alan Pattillo (en)
- Musique : Richard Kerr (en), Tony Osborne
- Décors : George Provis
- Production : Robert Hartford-Davis
- Sociétés de production : World Arts Media
- Pays de production :  Royaume-Uni
- Langues originales : anglais britannique
- Format : Couleurs - 1,85:1 - Son mono - 35 mm
- Durée : 98 minutes
- Genre : film d'épouvante
- Dates de sortie :
  - Royaume-Uni : mai 1972

## Distribution
- Ann Todd : Birdy Wemys
- Tony Beckley (en) : Kenny Wemys
- Patrick Magee : ministre du culte
- Paddy Lynch : Suzanna Leigh
- Madeleine Hinde : Brigitte Lynch
- Percy Herbert : commissionnaire
- David Lodge : inspecteur de la police criminelle
- Ronald Allen : Paul
- Maxine Barrie : chanteuse
- Jeannette Wild : prostituée
- Diana Chappell : fille au bord de la piscine
- Hani Borelle : fille au bord de la rivière
- Susanna East : adolescente